# Hotel Georges w Wilnie
Hotel Georges – najwytworniejszy hotel w historii Wilna, obecnie niepełniący swej funkcji. 
Jego pierwsza nazwa - "St.-Georges" (Жорж). W okresie międzywojennym znany był też pod spolszczoną nazwą "Żorż". Panowała opinia, że pełnił wiodącą rolę obiektu wymienianego po zabytkach Wilna i uniwersytecie.
Zbudowany w latach 1893-1895 według projektu architekta hr. Tadeusza Rostworowskiego, przez kilka lat właściciela, oraz inżyniera J. Parczewskiego przy ówczesnej ul. Świętojerskiej 20, w okresie międzywojennym ul. A. Mickiewicza, obecnie pr. Giedymina. Nad budynkiem dominował św. Jerzy na rumaku, i stąd, oraz od nazwy ulicy, jego nazwa. Pełnił rolę hotelu do 1940. Został zniszczony w czasie działań wojennych w prowadzonej przez AK Operacji „Ostra Brama” (w lipcu 1944). Odbudowany w 1950 mieścił hotel "Vilnius". Od 2005 pełni funkcję apartamentowca jako "Grand Duke Palace".

Przeszedł do historii głównie dzięki eleganckiej restauracji i sali balowej w stylu Ludwika XVI, które były miejscem wielu spektakularnych wydarzeń, bali itd. Np. żagarysta Alfred Kolator wspomina, że 

była tam obszerna sala restauracyjna, meble stylowe z belle epoque, miękkie, pokryte jasno kremowym brokatem, części drewniane złocone, ściany zdobione złoconymi gzymsami, gości nie za wiele. Dania: zupa rakowa, udziec sarni, może być zając, cietrzew, bażant, przepiórka, jarząbek (zależnie od sezonu), w ogóle czego dusza zapragnie, ale zawsze coś z dziczyzny, a do podlania tego ni wypadało wziąć co innego, niż jarzębiak izdebnicki. Na deser, choćby to było w okresie Bożego Narodzenia, mogą być świeże truskawki — od tego byli w Wilnie sławni ogrodnicy, panowie Kiec i Wagner”.

Jego współwłaścicielem był jeden z przodków (kuzyn ojca) kardynała Henryka Gulbinowicza.
W 1939 mieścił konsulat generalny Litwy.